# С (cirillico)
La С, minuscolo с, chiamata es, è una lettera dell'alfabeto cirillico. Rappresenta la consonante fricativa alveolare sorda IPA /s/. Ha la medesima forma della lettera dell'alfabeto latino C.
| Lettera cirillica | Pronuncia IPA | Trascrizione scientifica | Trascrizione inglese | Trascrizione tedesca | Trascrizione francese |
| ----------------- | ------------- | ------------------------ | -------------------- | -------------------- | --------------------- |
| С                 | /s/           | s                        | s                    | s                    | s                     |

È una variante della lettera greca sigma (Σ, σ) in uso nel primo medioevo e non ha alcuna connessione con la C dell'alfabeto latino.
La pronuncia di С è quella della S sorda italiana, ad eccezione di quando è seguita da Ь o da una delle vocali palatalizzanti. In questi casi in russo viene letta quasi come una Ш (IPA /ʃ/).